# Beli Kriš
Beli Kriš (romunsko Crișul Alb, madžarsko Fehér-Körös) je reka, ki teče po romunski Transilvaniji in po jugovzhodu Madžarske. Skupaj s Črnim Krišem tvori novo reko Kriš (Körös).